# 管領
管領（かんれい）は、室町幕府において将軍に次ぐ最高の役職。将軍を補佐して幕政を統轄した。また、幕臣の筆頭として、足利将軍家における重要な儀式（元服・就任・任官関係）に参列して行事を執り行った。足利氏家宰である執事の後継である。管領職に就任することができる家格である三管領家（さんかんれいけ）についても本項で解説を行う。

## 歴史

### 執事から管領へ
草創期の室町幕府は、足利氏の譜代家人を中心に主従制という私的な支配関係を束ねた執事が初代将軍足利尊氏を補佐する一方で、尊氏の弟足利直義が訴訟・公権的な支配関係を担当する二元的な体制をとっており、高師直・仁木頼章・細川清氏が相次いで執事に任ぜられた。執事は、尊氏が幕府を開いたため中央政治の要職となったが、もともとは鎌倉幕府の一御家人だった足利氏の家宰の職であり、高氏・仁木氏・細川氏は鎌倉時代以来の譜代家人であった。
荘園公領制など従来の制度・秩序の維持や公正を重視する足利直義と、麾下の武士の権益を擁護・拡大することで執事ひいてはその後ろ盾である将軍権威の編成・強化を図る高師直の対立によって引き起こされた観応の擾乱を経て、直義派は退潮し、2代将軍足利義詮の時代には裁判機関である引付衆の役割を縮小して執事の権限を強化し、一元化された体制の確立を目指した。
正平15年/延文5年（1360年）、執事細川清氏は前執事仁木頼章の弟仁木義長を勢力争いの末に破ったが、翌年その清氏が佐々木道誉との確執によって幕府を追われて南朝に降った。このように執事職をめぐる権力闘争が繰り返され、しばらく将軍親裁となったが、正平17年/貞治元年（1362年）にわずか13歳の斯波義将が執事に任じられ、父の斯波高経が後見した。当初は高経が就任を求められたが、斯波氏は足利一門ではあるものの本家からは独立した鎌倉幕府の御家人の家格を誇っていた（つまり形式上は足利本家と同格だった）ため、足利家人の職である執事に就くのをよしとせず、再三の要請に仕方なく応じた結果である。執事から管領への制度の転換はこの頃のことと考えられる。管領とは「天下を管領する」というような意味である。
ただし、この時の管領は執事の後見に設けられた臨時の地位で、斯波高経が管領、義将が執事と別々に任じられ、制度上では依然として執事が将軍の補佐役であったとする説もある。実際、細川頼之の管領就任後も、頼之を「執事」、関東管領（かつての関東執事）の上杉憲顕を「管領」と称した書状が存在しており、関東における関東執事→関東管領への変更が、幕府中央における執事→管領への変更よりも先であった可能性も存在している。

### 細川頼之の就任と失脚
正平21年/貞治5年（1366年）には斯波高経・義将は佐々木道誉らとの確執で失脚し（貞治の変）、再び将軍の親裁となった。義詮は親裁権強化のために管領（あるいは執事）を廃止することを意図していたとする見方がある。しかし翌年、将軍義詮の死の直前、四国平定や細川清氏討伐などで活躍していた細川頼之が呼ばれて管領に就任する。頼之は幼い3代将軍足利義満を補佐するとともに、幕府体制の安定化に努めた。この時期にかつての二元体制下において足利直義が自派で掌握して執事と対抗関係にあった引付頭人の職権が管領に吸収され、所務遵行命令なども将軍に代わって（義満の成人後はその意向を奉じる形で）発するなど、政務の一切を統括するようになり、引付衆などの業務も政所へ移行するようになった。
この流れは通説では管領の権限の強化と捉えられているが、その一方において高師直以来の歴代の執事はかつての二元体制下において足利尊氏が掌握していた軍事と密接に関連する恩賞や寄進に関する補佐（施行状などの奉書の発給）を主としていたが、南朝の軍事的衰退はその機会を減少させて地位の弱体化をもたらすものであった。こうした危機感の中で管領による他の役職の権限の吸収と新たな権限行使が展開されたと言う側面もあった。諸文書における「管領」の呼称が定着するのも細川頼之の時代以降である。また、足利義満の元服の際には管領かつ従四位下武蔵守であった細川頼之が加冠役（烏帽子親）を務めたことから、室町幕府の将軍が元服する際には管領が加冠役を務め、かつ元服に先立って従四位下武蔵守に任ぜられる（管領になっていなければ管領に任命される）慣例が成立した。
細川頼之は今川了俊を九州探題に任命、九州へ派遣して南朝方の掃討を進め、吉野の南朝とは講和交渉を行いながらこれが不調に終わると楠木正儀を味方につけて南朝を攻撃、南朝の抵抗はほぼ途絶えた。また、応安の半済令を出し、内乱の中で行われてきた半済を所領の折半として恒久化し武士の既得権を認める一方、有力荘園領主（皇室・摂関家・寺社）の一円支配地については除外して保護することで、双方の利害対立に一定の決着を図った。
天授5年/康暦元年（1379年）、頼之は康暦の政変で失脚し、斯波義将が復帰する。斯波氏と細川氏が管領に就任する時代は約40年続いたが、応永5年（1398年）に畠山基国が管領になって以降は、斯波氏・細川氏・畠山氏の3家（#三管領家）から交代で任じられることとなる。また、管領は退任後も将軍から重要問題に関する諮問を受けるなど、幕府内において重きをなした。

### 管領権力の抑制
4代将軍足利義持以降、幕府の重要案件決定は三管四職等から選ばれた宿老会議が将軍の諮問を受けて行ったり、将軍が宿老に直接諮問したりするようになったことで、管領の権力は低下して宿老会議などの幕府評定の主催者としての要素が強まった。また体面に伴う経済的負担もあったことから畠山満家や斯波義淳などはたびたび辞意を表明し、将軍に慰留されるなどの事態となった。
6代将軍足利義教は奉行人制度や将軍直属軍である奉公衆を強化して将軍親裁を推進して管領による所務沙汰からの排除を図る一方、義教が積極的に行った軍事活動に伴って大量に発生する軍勢催促や戦功褒賞に関する命令を将軍の御内書と並行してその一部を管領奉書で代用させるようになり、軍事面においては管領の役割が広がりを見せた。これは、管領の権限強化を意図したものではなく、反対に将軍による管領への統制を強化しつつその軍事指揮を補佐する役目を担わせることで、将軍主導の政務を確立する意図があったと考えられている。また、義教や8代将軍足利義政は三管領のうちの斯波氏や畠山氏の家督争いに介入し、その後の両家の衰退の遠因となった。
嘉吉元年（1441年）に義教が赤松満祐に暗殺されると、管領細川持之は直ちに守護を召集して義教の嫡男義勝を7代将軍に擁立、幼少の義勝に代わり管領主導の政治体制を整えて満祐を討伐（嘉吉の乱）、翌嘉吉2年（1442年）に持之が辞任して畠山持国に交代、嘉吉3年（1443年）の義勝死後に弟の義政を8代将軍に擁立してからは政治を主導したが、細川勝元と管領を交代しながら守護家のお家騒動への介入を行い勝元と権力闘争を繰り広げた。やがて持国も自らお家騒動を引き起こして勝元と山名宗全の介入を招き、隠居に追い込まれ失脚した。

### 形骸化、消滅
享徳元年（1452年）からは持国と交代した勝元が寛正5年（1464年）までの12年間管領に在任していたが、その期間に義政は将軍親政を志して側近の伊勢貞親・季瓊真蘂を登用、管領を通さず命令を下達、将軍が貞親を通して訴訟受諾及び裁判を行うなど親政を試み、不知行地還付政策や家督争いへの介入で守護権力を抑制しようとした。だが、これらの政策は守護の反発に遭い、文正元年（1466年）に勝元・宗全らが起こした文正の政変で貞親・真蘂が追放され義政の親政は挫折した。
翌応仁元年（1467年）から始まった応仁の乱では、はじめ管領の斯波義廉は宗全率いる西軍に属し、将軍義政らは勝元率いる東軍に確保されており、将軍と管領が分裂することとなった。管領ではなかった勝元は管領奉書に代わり自身の発給文書によって軍事指揮を行うようになり、応仁2年（1468年）に義廉が罷免され勝元が管領に再任された後もこの方法を用いた。これによって管領が持っていた軍事的権限を失墜させる結果をもたらすと共に後の京兆専制の形成に影響した。勝元の死後は畠山政長と勝元の子細川政元が持国・勝元の時と同じく交代で管領に在任していたが、政長は従兄の畠山義就討伐に明け暮れ殆ど京都を留守にしていた状態で、政元も短期間在任と辞職を繰り返して幕政に関わらなかったため管領は形骸化していった。また、応仁の乱が幕府儀礼の一時的な縮小をもたらしたこと、斯波氏と畠山氏の分裂および領国への下向や細川勝元の早世による幼少の当主（政元）の出現などがもたらした適任者の不在が、管領の不設置・非常設化を促進したという見方もある。
一方、義政も息子の義尚に将軍の地位を譲った後、義尚が幼い事を理由に公家の日野勝光（日野富子の兄で義尚には実の伯父にあたる）に自分や義尚の代わりに御前沙汰に参画させることで管領の職務であった訴状の受付や将軍の裁許手続を行い、以降の将軍も評定衆・申次衆・内談衆と称される側近集団に同様の役割（将軍の代理として御前沙汰に参加して内容を将軍に報告・裁許を得る）を担わせた。
応仁の乱後は将軍権力及び斯波・畠山両家は衰退し、政元の細川氏が管領職を独占、政元は明応2年（1493年）の明応の政変で将軍を廃立し、専制権力を確立した（京兆専制の成立）。だが、後継者を巡って政元が家臣に暗殺されると（永正の錯乱）、細川氏は分裂して長期の抗争を繰り広げ衰退、家臣で実力者の三好長慶が台頭した。そして永禄6年（1564年）12月の細川氏綱の死後、自然消滅の形で廃絶したとされている（細川政権）。だが、既に享禄4年（1531年）の細川高国の自害をもって廃絶していたとする説もある。
通説では高国の後に晴元・氏綱が管領に就任したとされているが、両名が細川宗家の家督継承者であった事実はあっても、管領職に就任したとするのは後世編纂の『重編応仁記』・『足利季世記』などの軍記物や系譜類などのみの記載で、同時代の一次史料にはそれを示す記述はない。このため、晴元・氏綱が実際に管領に就任したことを疑問視する説がある。例えば、今谷明は『新編日本史辞典』（東京創元社、1990年）において作成した「室町幕府諸職表 執事・管領」において、細川晴元・氏綱の管領任命を事実ではないとして歴代管領から外している。浜口誠至は応仁の乱後に管領になったのは畠山政長・細川政元・高国の3名のみで、細川京兆家当主でも細川澄之・澄元・稙国・晴元・氏綱・昭元の6名の管領就任を裏付ける史料は無いとしている。浜口は細川政元以降管領が細川氏による独占（管領職と細川宗家家督の一体化）と細川宗家の家督継承者が将軍から右京大夫に任命されていたという個々の事実は間違っていないものの、江戸時代に編纂された軍記物は細川宗家の家督相続・右京大夫任官・管領補任を全て一つのものとして捉えて、戦国期の一次史料からは確認できない「細川宗家の家督継承時に管領に補任される」（更に、管領が戦国時代にも常設、実際には管領に任命されていない細川宗家当主の管領在職）という誤解を生み出したと解説している。その背景として、戦国期の管領は政治的権限を待たない、将軍の元服などの重要な儀式の時だけに任命される臨時の役職に過ぎなくなっており、細川京兆家の当主も管領の地位によらず、将軍の擁立者・後見人として将軍の任免権に左右されることなく政治的権力を行使する存在であったとする説も出されている。
なお、近年の説の見解に基づけば、細川晴元と氏綱の戦いの最中である天文15年（1546年）に行われた足利義藤（後の義輝）の元服と将軍宣下の際に義藤の烏帽子親の役目を行う新たな管領が任じられる可能性があり、細川晴元派の六角定頼と細川氏綱派の遊佐長教が烏帽子親＝管領任命の政治工作に動いていたが、交戦中の両者が元服の儀に参加する事は不可能であったため、六角定頼が管領代となって烏帽子親を務めたことにより、管領は任命される事は無かった。

## 執事・管領の一覧

### 執事
1. 高師直（1336年 - 1349年）
2. 高師世（1349年）
3. 高師直（1349年 - 1351年）
4. 仁木頼章（1351年 - 1358年）
5. 細川清氏（1358年 - 1361年）

### 管領
1. 斯波義将（1362年 - 1366年）
2. 細川頼之（1367年 - 1379年）
3. 斯波義将（1379年 - 1391年）
4. 細川頼元（1391年 - 1393年）
5. 斯波義将（1393年 - 1398年）
6. 畠山基国（1398年 - 1405年）
7. 斯波義重（1405年 - 1409年）
8. 斯波義将（1409年）[17]
9. 斯波義淳（1409年 - 1410年）
10. 畠山満家（1410年 - 1412年）
11. 細川満元（1412年 - 1421年）
12. 畠山満家（1421年 - 1429年）
13. 斯波義淳（1429年 - 1432年）
14. 細川持之（1432年 - 1442年）
15. 畠山持国（1442年 - 1445年）
16. 細川勝元（1445年 - 1449年）
17. 畠山持国（1449年 - 1452年）
18. 細川勝元（1452年 - 1464年）
19. 畠山政長（1464年 - 1467年）
20. 斯波義廉（1467年 - 1468年）
21. 斯波義廉（西幕府）（1468年 - 1477年）
22. 細川勝元（東幕府）（1468年 - 1473年）
23. 畠山政長（東幕府）（1473年）
24. 畠山政長（1477年 - 1486年）
25. 細川政元（1486年）
26. 畠山政長（1486年 - 1487年）
27. 細川政元（1487年）
28. 細川政元（1490年）
29. 細川政元（1494年 - 1507年）
30. 細川澄之（1507年）
31. 細川澄元（1507年 - 1508年）
32. 細川高国（足利義晴方）（1508年 - 1525年）

### 浜口誠至による室町後期以降の管領在任
浜口誠至が当時の記録・日記類から確定させた応仁の乱以降の管領在任期間は、上記の表とは大きく異なっている。参考までに記載する。
- 斯波義廉：文正2年（1467年）1月8日-応仁2年（1468年）7月10日
- 細川勝元：応仁2年（1468年）7月10日-文明5年（1473年）5月11日（ここまでは通説通り）
- 畠山政長：文明5年（1473年）12月19日-同年12月26日（管領不在：6か月間、足利義尚元服、在任7日で辞任）
- 畠山政長：文明9年（1477年）12月25日-文明18年（1486年）7月20日（管領不在：4年間、最後の常設管領）
- 細川政元：文明18年（1486年）7月20日-同年7月29日（足利義尚任大将拝賀への供奉、在任9日で辞任）
- 細川政元：長享元年（1487年）8月9日（管領不在：1年間、長享改元の吉書始出席、即日辞任）
- 細川政元：延徳2年（1490年）7月5日（管領不在：2年11か月、足利義材の判始・評定始・御前沙汰始出席、即日辞任）
- 細川政元：明応3年（1494年）12月27日（管領不在：4年6か月、足利義遐元服、即日辞任）
- 細川高国：大永元年（1521年）11月28日-同年12月28日（管領不在：26年11か月、足利義晴の元服・判始・評定始・御前沙汰始出席、在任1か月、最後の室町幕府管領）
- 六角定頼：天文15年（1546年）12月19日-同年12月24日（管領不在25年目にして管領代任命、足利義藤の元服・判始・評定始・御前沙汰始出席、在任5日間）

## 三管領家
室町時代の3代将軍足利義満が定めたとされる管領職に就任する家柄のこと。
「応永5年（1398年）、足利義満が朝廷の五摂家七清華に習って武家の「三職七頭」を定めた。所謂三職は足利氏一門の斯波氏・細川氏・畠山氏であり、三管領（執事別当）と号した。七頭は山名氏・一色氏・土岐氏・赤松氏・京極氏・上杉氏・伊勢氏等であり、そのうち山名氏・一色氏・赤松氏・京極氏を京都奉行（侍所別当）とし四職と号した。奏者は伊勢貞行とされた。また武田氏・小笠原氏の両人を弓馬礼式奉行とし、吉良氏・今川氏・渋川氏らを武頭とされた」（『南方紀伝』）。
三管領の3家には嫡流の宗家と庶流の分家があるが、管領を代々任じられるのは宗家であり、それぞれの嫡流当主が歴代通称とした官途の唐名を元に、「斯波武衛家」（代々左兵衛督）、「細川京兆家」（代々右京大夫）、「畠山金吾家」（代々左衛門督）と称し、それぞれ管領（斯波、細川、畠山）家または（斯波、細川、畠山）管領家とも呼ばれる。
三管領の3家はそれぞれ分裂し戦国時代を激しく戦ったが安土桃山時代まで生き残り、それぞれ残った当主の細川昭元・畠山昭高・斯波義銀は織田信長の親族と縁組をし信長の義兄弟・準義兄弟となることによって政治的にも重要度を回復した。後に豊臣政権に移行した後も、高貴な家柄の末裔として厚遇されることとなる。
江戸時代は高家として江戸幕府に仕える家や、大名家の家老職として地方に下る家など、独自の運命を辿った。